# Tuberculobasis arara
Tuberculobasis arara – gatunek ważki z rodziny łątkowatych (Coenagrionidae).